# Francisco Pérez Camacho
Francisco Pérez Camacho (El Tocuyo, 1659 - Caracas, 28 de diciembre de 1724) fue un compositor y maestro de capilla de la Provincia de Venezuela.

## Vida
Se desconocen informaciones sobre sus primeros años de vida o su formación musical, aunque se sabe que tenía ascendencia criolla y que nació cerca de El Tocuyo, en el valle de Tutumo, hijo de Andrés Pérez Camacho y María de la Peña. Las primeras noticias que se tienen son de 1674, cuando se encontraba en Caracas como sacristán de la Iglesia de Altagracia. Hacia 1677 acompañó al nuevo obispo de San Juan de Puerto Rico, Marcos de Sobremonte, en su traslado desde Caracas. En Puerto Rico Pérez Camacho completó sus estudios musicales, permaneciendo allí hasta la muerte de Sobremonte en 1681.
A su regreso a Caracas, el 4 de abril de 1682 consiguió el cargo de bajonista en la Catedral con un salario de 50 pesos anuales, debido a que la enfermedad del bajonista Diego Bastardo había dejado una vacancia: «dijeron que por quanto Diego Bastardo bajonista de esta santa Iglesia hasse muchas fallas a la música por su poca salud». En 1683 se le aumentó el salario a 100 pesos anuales. A su vez ingresó en el Seminario de Santa Rosa de Caracas, donde estudió Artes y Filosofía, para ordenarse como subdiácono, diácono y sacerdote en 1684 por el obispo Diego de Baños y Sotomayor.
Tres años más tarde, el 21 de abril de 1687, fue nombrado maestro de capilla de la catedral con un salario de 200 pesos anuales, además de 25 pesos adicionales para que enseñase canto gregoriano a todo aquel que desease aprender. Un año más tarde fue nombrado maestro de la cátedra de Canto Gregoriano del seminario y en 1693 fue nombrado secretario del cabildo catedralicio.
La capilla de Pérez Camacho debió de tener un cierto prestigio, ya que el obispo Baños y Sotomayor escribía al rey Carlos II alabando su calidad:

Los instrumentistas principales son dos indios, un adulto y un joven, ambos formados a expensas de la catedral. El adulto puede compararse favorablemente con cualquier maestro de capilla, y toca todo instrumento que se ponga entre sus manos. Ha enseñado varias monjas de Caracas [del Convento de la Concepción, fundado en 1636] a tocar bajón, corneta y chirimías. También formó el conjunto de vientos de la catedral, que acompaña las procesiones del Santísimo Sacramento, al grupo que emplean las monjas, y a otro conjunto que para un residente de esta ciudad. Todo ello demuestra que los indios no son tan lerdos, como algunos piensan.

A pesar de ello, hubo dificultades causadas por la falta de un sochantre, que convertía el canto en disonante y en 1700 se ordenó a los capellanes cantores que ensayasen con anticipación. En 1702 un legado de 2336 pesos permitió mejorar el estado de la capilla de música y crear una capilla coral. En 1710/11 se construyó un gran órgano bajo la dirección del organero francés Claudio Febres.
A comienzos del siglo XVIII la cátedra de Música pasó a la nueva Universidad de Caracas, por lo que Pérez Camacho pasó a ser catedrático de universidad. Permanecería en la cátedra hasta 1720, cuando fue sustituido por Silvestre Media Villa.
En 1711 se nombra por primera vez a Pérez Camacho como «ministro de capilla» y en 1712 se nombró a un tal Juan Joseph Falcón ministro de capilla subrogante, que debía dar clases de música a los regulares de la Catedral. No está claro en qué momento Pérez Camacho dejó de ejercer las funciones de maestro de capilla, pero en 1721 parece que Silvestre Media Villa ya ocupaba el cargo.
Pérez Camacho otorgó el testamente el 11 de diciembre de 1724, dejando «diferentes papeles y libros de música, que éstos con dicho bajón y bajoncito, quiero que se den a la santa iglesia catedral de esta ciudad.» Fallecería en Caracas el 28 de diciembre de 1724.

## Obra
No se conservan composiciones de Pérez Camacho.